# Wild at Heart (Buffy the Vampire Slayer)
Wild at Heart es el sexto episodio de la cuarta temporada de Buffy the Vampire Slayer.
En una entrevista a la BBC, la escritora Marti Noxon dice que le hubiera gustado dirigir este episodio, porque estaba «cerca de su corazón» - particularmnte la metáfora que se puede sacar del episodio: «muchos de nosotros tenemos una criatura dentro que hace cosas que no desearíamos.» Añade, «Y todo el problema de la sexualidad entre hombres y mujeres es dañada por la bestia.»

## Argumento
Buffy (Sarah Michelle Gellar) acaba de cazar un vampiro. Le parece demasiado fácil y en voz alta pide algo más complicado. Spike (James Marsters), que la está espiando, la oye y empieza un monólogo sobre que el maligno ha vuelto, pero es interrumpido por una descarga eléctrica que le deja inmovilizado.
La pandilla está reunida cuando se les une Giles (Anthony Head), que al parecer se siente un poco solo. Todo va bien hasta que Veruca (Paige Moss) aparece cantando en el escenario, despertando los celos de Willow (Seth Green) por el comportamiento de Oz. De todas formas, a la mañana siguiente se despierta encantada en los brazos de éste.
Oz se sienta con Veruca mientras espera a Willow, quien los ve y siente celos. Aun así se sienta con ellos mientras Veruca hace todo lo posible para excluir a Willow de la conversación. Cuando Oz y Veruca abandonan la mesa aparece Buffy y Willow le confiesa que Oz se siente atraído por Veruca. Buffy intenta confortarla.
Es noche de luna llena. Oz consigue escapar de su jaula, tiene una pelea con otro hombre lobo y despierta desnudo en el bosque junta a Veruca, que resulta ser también una mujer loba. Al parecer han pasado la noche juntos. Oz no lo recuerda pero ella sí. Sus cuerpos están llenos de marcas de arañazos. Veruca quiere que Oz no reprima al lobo dentro suyo y que se quede con ella.
Willow acude a Xander (Nicholas Brendon) para que le ayude a entender qué le está pasando a Oz, después de que éste la haya rechazado. Se lo cuenta todo y el consejo de Xander es que hable con Oz. Por su parte éste está reforzando su jaula.
Al llegar la noche, Oz cita a Veruca para que se encierre con él en la jaula, y antes de transformarse en licántropos se besan. A la mañana siguiente Willow los sorprende desnudos en la jaula. Después de hablar con Oz queda completamente destrozada, hasta tal punto que casi la atropellan, pero Riley (Marc Blucas) la rescata. Buffy sale a buscar a Veruca acompañada por Oz, pero se separan por culpa de un comando militar que sin querer derriba a Buffy.
Mientras, Willow comienza a hacer un hechizo contra la pareja de licántropos, pero es incapaz de completarlo. En ese momento aparece Veruca y la golpea, pero es interrumpida por Oz. Cuando se transforman en lobos, Oz mata a Veruca y se dirige a Willow, pero Buffy logra detenerlo.
Buffy le cuenta a Giles lo sucedido y también le cuenta que ha visto a un hombre equipado como un militar cuando seguía a Veruca y que ya es la segunda vez que ve a uno de ellos. En el dormitorio de Oz tiene lugar la despedida entre él y Willow: este le explica que necesita averiguar dónde está la línea que le separa del lobo. No sabe cuándo volverá pero sí que en toda su vida ella es lo único que ha amado.

## Reparto

### Personajes principales
- Sarah Michelle Gellar como Buffy Summers.
- Nicholas Brendon como Xander Harris.
- Alyson Hannigan como Willow Rosenberg.
- Seth Green como Oz.
- Anthony Stewart Head como Rupert Giles.

### Apariciones especiales
- Marc Blucas como Riley Finn.
- Paige Moss como Veruca.
- Lindsay Crouse como Maggie Walsh.
- James Marsters como Spike.

## Producción

### Guion
Joss Whedon pensó originalmente en un triángulo amoroso entre Oz, Veruca, y Willow para más episodios de la temporada cuatro. Sin embargo, Seth Green dejó abruptamente la serie para seguir una carrera en el cine, explicando que «el personaje fue mejor como recurrente y Joss y yo pensamos que era mejor devolverle ese estatus.» A pesar del nuevo estatus del personaje, Green volvería en dos episodios más, ambos de la cuarta temporada. Whedon dice que perder a Green tan de repente fue un «duro golpe... y también Willow se sentía así. Tomé lo que estábamos sintiendo y lo puse en la pantalla, así todo el mundo estaría en la misma situación.»

### Música
- Eight Stops Seven - «Good Enough»
- T.H.C. - «Dip»
- T.H.C. - «Need To Destroy»

## Continuidad
Aquí se presentan los hechos que o bien influyen en la cuarta temporada exclusivamente, o bien que viniendo de episodios anteriores influyen en este. Y por último, acontecimientos que ocurren en este episodio que influyen en las demás temporadas o en alguna otra temporada.

### Para la cuarta temporada
- Oz abandona la serie, aunque regresará en dos capítulos más de esta temporada.

### Para todas o las demás temporadas
- Es la primera temporada en la que se utiliza la palabra villano para referirse al enemigo de la temporada.
- Ahora Buffy se interesa por los comandos que raptaron a Spike, lo que servirá de guía para la cuarta temporada.
- Willow y Oz hablan brevemente sobre el beso de esta y Xander en El paseo de los amantes.